# Лесли, Сергей Иванович
Серге́й Ива́нович Ле́сли (1758—1826) — смоленский губернский предводитель дворянства; руководитель смоленского народного ополчения в 1812 году.

## Биография
Отец — Иван Васильевич, происходил из рода Александра Лесли, устроитель усадьбы Герчиково; был доверенным лицом Екатерины II при золотых рудниках в Сибири. Мать — Анна Михайловна, — из старинного шляхетского рода Станкевичей. В смоленской губернии ими было построено почти двадцать храмов, в том числе в селе Уварово, где и были похоронены.
С. И. Лесли вышел в отставку с военной службы в чине капитана гвардии кавалером ордена Св. Анны 2-й степени. Был выбран губернским предводителем дворянства в 1804 году и оставался на этой должности около 20 лет (с перерывом в 1814—1818 годах). 
В 1812 году его дальние родственники Дмитрий Егорович Лесли (1748—1815) — потомок старинного шотландского рода, обосновавшегося в России с середины XVII века, вместе с сыновьями Александром, Григорием, Егором и Петром Дмитриевичами и дочерью Варварой Дмитриевной, в замужестве Энгельгардт, сформировали за свой счет первый в 1812 году отряд народного ополчения. «Дмитрий Егорович выставлял 12 конных, Григорий 16 конных и двух пеших, Петр 19 конных, Александр 20 конных, Егор 20 конных и Варвара Дмитриевна 10 человек конных, так что весь отряд составлялся из 97 конных и двух пеших охотников». Сергей Иванович поддержал эту инициативу и пригласил всех в то время бывших в городе Смоленске дворян для предложения им об общем в губернии ополчении. Получив их согласие, немедля отправил подполковника Андрея Васильевича Энгельгардта с донесением Государю Императору об усердной готовности дворян вооружиться для защиты Отечества прежде еще воззвания Государя Императора к дворянству».
Был отмечен несколькими государственными наградами; к 1825 году он был коллежским советником и был удостоен ордена Св. Владимира 4-й степени.
Современники находили Лесли очень похожим на Суворова, не только лицом, но и манерами и странностями. До самой смерти он ходил с косичкой, украшенной бантом, и светло-зеленом мундире с высоким красным воротником. Треугольная шляпа, чулки и башмаки с огромными серебряными пряжками, такие же пряжки на больших черных бантах под коленями, дополняли его старинный костюм.